# Polienus marginestriatus
Polienus marginestriatus är en fjärilsart som beskrevs av Sergius G. Kiriakoff 1975. Polienus marginestriatus ingår i släktet Polienus och familjen tandspinnare. Inga underarter finns listade i Catalogue of Life.